# Adonisea crotchii
Adonisea crotchii är en fjärilsart som beskrevs av Edwards 1875. Adonisea crotchii ingår i släktet Adonisea och familjen nattflyn. Inga underarter finns listade i Catalogue of Life.